# Cophixalus biroi
Cophixalus biroi es una especie de anfibio anuro del género Cophixalus de la familia Microhylidae.

## Distribución geográfica
Originaria de  Nueva Guinea Occidental (Indonesia) y Papúa Nueva Guinea.